# Шурала (село)
Шурала́ — село в Невьянском районе Свердловской области России. Входит в Невьянский муниципальный округ. Расположено на реке Шуралке.

## География

### Географическое положение
Село Шурала расположено на восточном склоне Среднего Урала, в 5 километрах к юго-востоку города Невьянска. Село находится между двумя крупными уральскими городами —Екатеринбургом и Нижним Тагилом, к западу от железной дороги и автодороги, соединяющей данные города. Также через Шуралу проходит автодорога Невьянск — Кировград.
Через село протекает река Северная Шуралка, берущая начало на склоне Уральских гор и впадающая восточнее села в Невьянский пруд. В черте села на Северной Шуралке расположен Шуралинский пруд. Выше пруда по течению реки в неё впадает Южная Шуралка. К северу от Шуралинского пруда начинается болото. К югу от Шуралы расположены Ульянин пруд и маленькие озёра Никино и Спорное. В 10 километрах от Шуралы расположено знаменитое Чигирское озеро, в окрестностях которого найдена древнейшая деревянная скульптура Шигирский идол. В черте села располагаются коллективные сады 5, 14, 15 и «Дружба».
Ближайший остановочный пункт железной дороги — 419 км. Старое название — Златница. Станция Шурала расположена в 3 километрах к юго-востоку от села, в одноимённом пристанционном посёлке.
Ближайшие населённые пункты: города Невьянск и Кировград, а также посёлки Цементный, Вересковый и Шурала.

### Часовой пояс
Шурала, как и вся Свердловская область, находится в часовой зоне МСК+2. Смещение применяемого времени относительно UTC составляет +5:00.

### Уличная сеть
В Шурале 11 улиц.
Бо́льшая часть из них расположены на правом берегу реки Шуралки друг за другом с запада на восток, создавая таким образом компактность села, и вытянуты с севера на юг:
- Западная,
- Пролетарская,
- Петелина,
- Свердлова,
- Советов,
- Карла Маркса,
- Красноармейская.

Соединяют меридионально вытянутые сельские дороги три улицы:
- Розы Люксембург (транзитная),
- 1 Мая,
- Ленина.

Полностью за рекой (на левом берегу) расположены улицы:
- Заречная,
- Октябрьская.

## История
Дата официального основания села — 1716 год, а его прежнее название — Шуралинский Завод.

### Шуралинский железоделательный завод
К этому времени относится пуск молотового Шуралинского завода, принадлежавшего Никите Демидову. Позже завод был продан уральскому промышленнику и купцу Савве Яковлеву. Сейчас от старого Демидовского завода ничего не осталось.
После закрытия железоделательного завода в селе начал развиваться старательский промысел. Добыча золота велась весь XIX век. Золото было найдено на дне заводского пруда, из-за чего он был спущен и больше не восстанавливался.

### Школа
В 1900 году при заводе имелось два земских училища, а при церкви церковно-приходское попечительство.
В советское время в селе находились коррекционная школа-интернат, сельский совет, почта. До 2009 года в селе работала восьмилетняя средняя школа, в здании которой до революции располагалась церковно-приходская школа. До конца 1980-х годов учёба в школе шла в три смены. В 2010 году школа закрылась, старинное здание школы было полностью разграблено и изуродовано вандалами.

## Население
| 1926 | 2002 | 2010 | 2021 |
| ---- | ---- | ---- | ---- |
| 2381 | ↘590 | ↘459 | ↗477 |

Структура
В 1900 году численность села составляла 1878 человек. По данным Всероссийской переписи населения 2002 года, национальный состав села Шурала следующий: русские — 93 %, удмурты — 5 %. По данным переписи населения 2010 года, в Шурале проживали 215 мужчин и 244 женщины.

## Инфраструктура
В селе Шурала действует православный храм, работают дом культуры с библиотекой, средняя школа и школа-интернат, малокомплектный детский сад; в селе есть опорный пункт полиции, пожарный пост, фельдшерско-акушерский пункт, почта и два магазина. В селе находится мемориал в честь погибших в Великой Отечественной войне.

## Православный храм

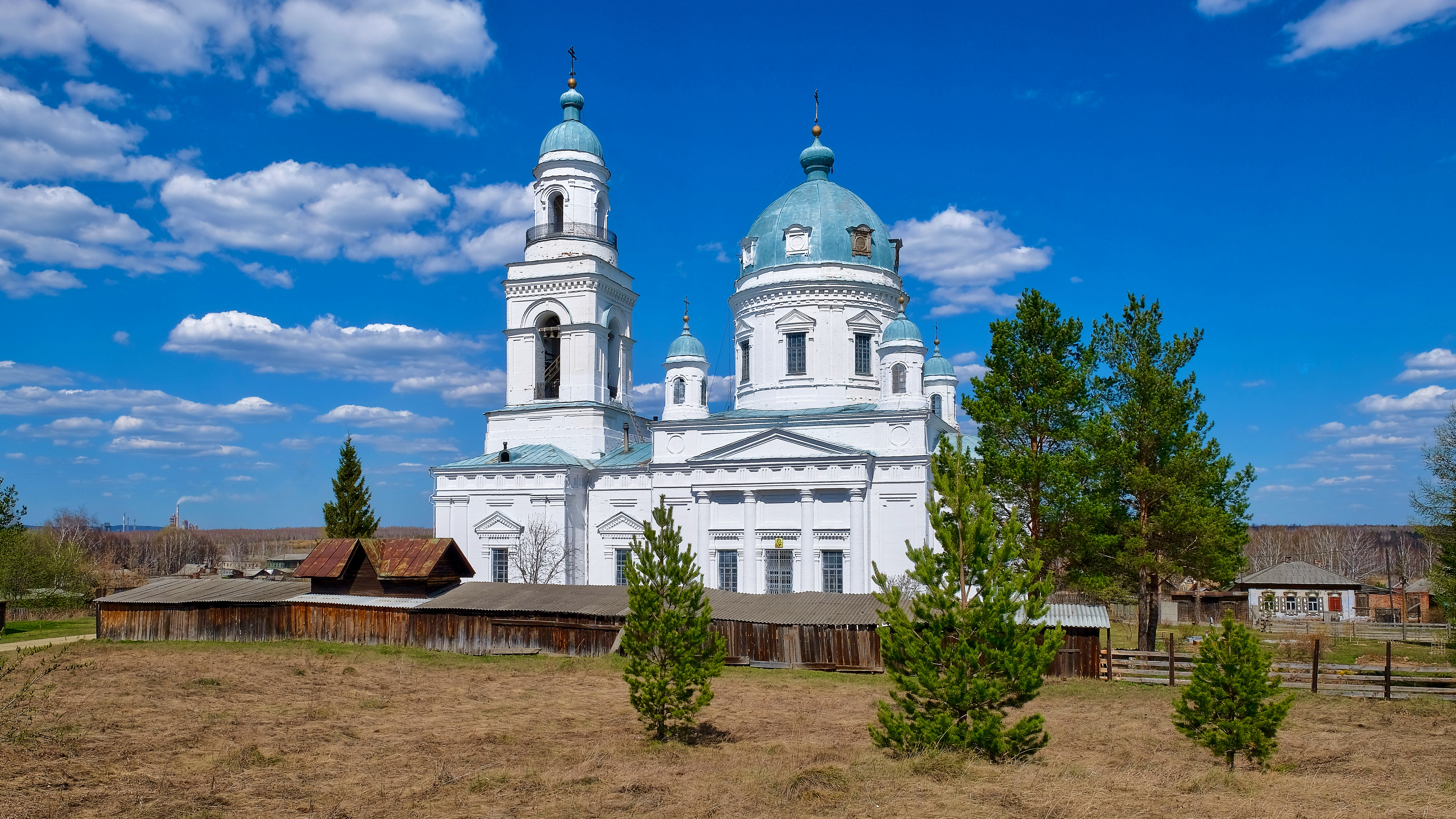
Храм Александра Невского

До 1846 года жители села входили в состав Невьянского прихода, а с 1846 года, благодаря владельцу завода Алексею Ивановичу Яковлеву, был заложен деревянный Александро-Невский храм, а 15 июня 1847 года храм был освящён в честь благоверного великого князя Александра Невского.
В селе Шурала в настоящий момент находится каменный однопрестольный действующий православный храм Александра Невского, который был заложен в 1906 году на средства заводовладельцев Стенбок-Фермор, а построен и освящён в 1916 году. В состав прихода, кроме села входили деревни: Федьковка — в 5 верстах, Дедюхинская — в 3 верстах, Столбяная — в 10 верстах, Копотиная и Листвяная — в 8 верстах и Нейво-Рудянский завод — в 10 верстах.
Официально храм не закрывался, но с 1934 года службы не велись из-за отсутствия священника. Единственного священника отца Михаила Хлопотова расстреляли в 1937 году. В советское время в здании храма был зерновой склад, а затем музей.
С 1991 года храм снова стал действующим. В 2011 году в храме была помещена икона с частицей мощей Александра Невского, прибывшая из Александро-Невской лавры. Храм является главной достопримечательностью села и просматривается с большого расстояния, его колокольня хорошо видна и с проходящих неподалёку поездов.

## Транспорт
В полукилометре к востоку от села есть остановочный пункт Свердловской железной дороги 419 км, а в двух километрах к юго-востоку находится станция Шурала в одноимённом посёлке. По станции Шурала и остановочному пункту 419 км осуществляется пригородное сообщение с Екатеринбургом и Нижним Тагилом.
Через село проходит автодорога местного значения Невьянск —Кировград. С городами имеется автобусное сообщение.

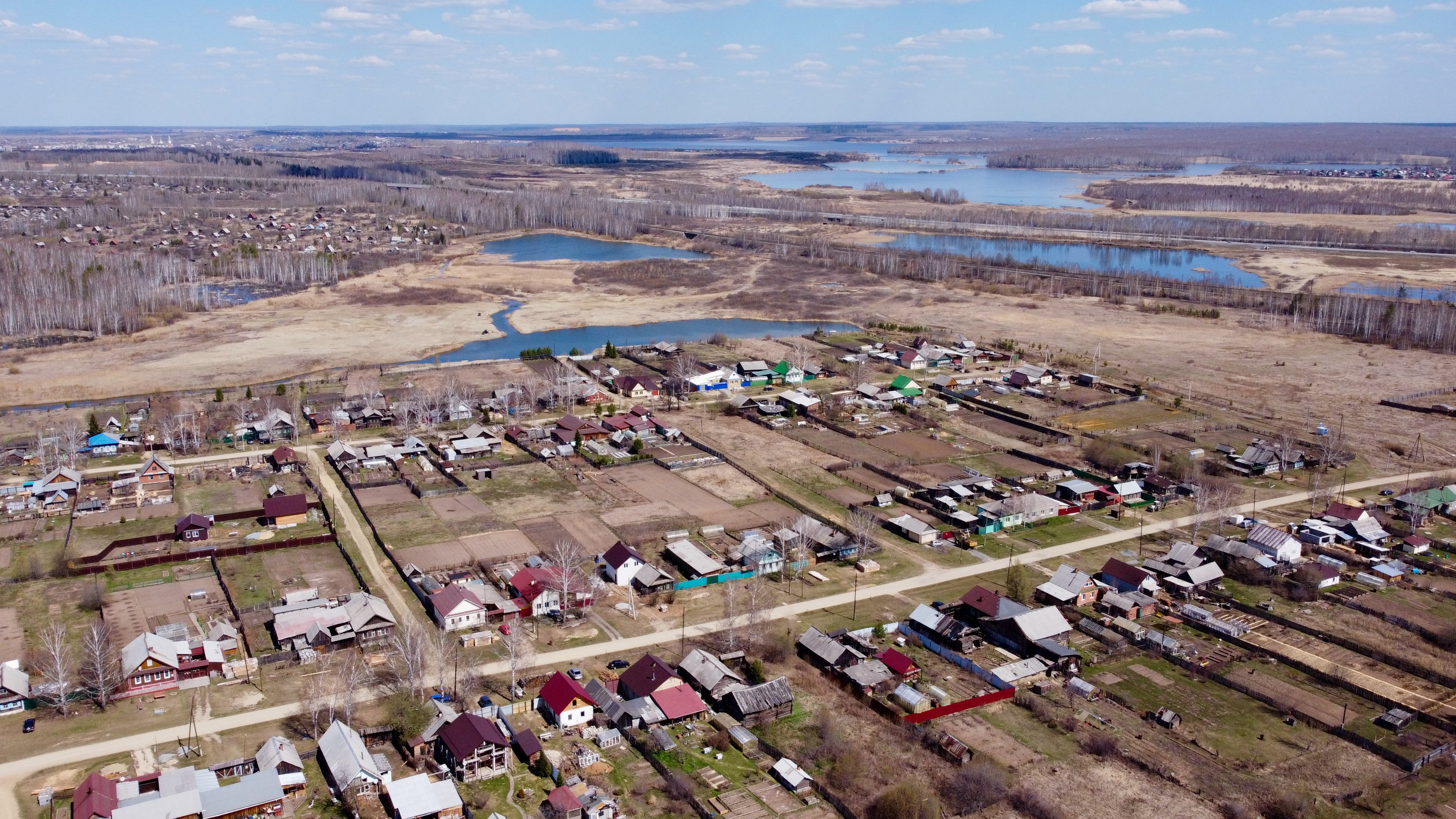
Вид с высоты
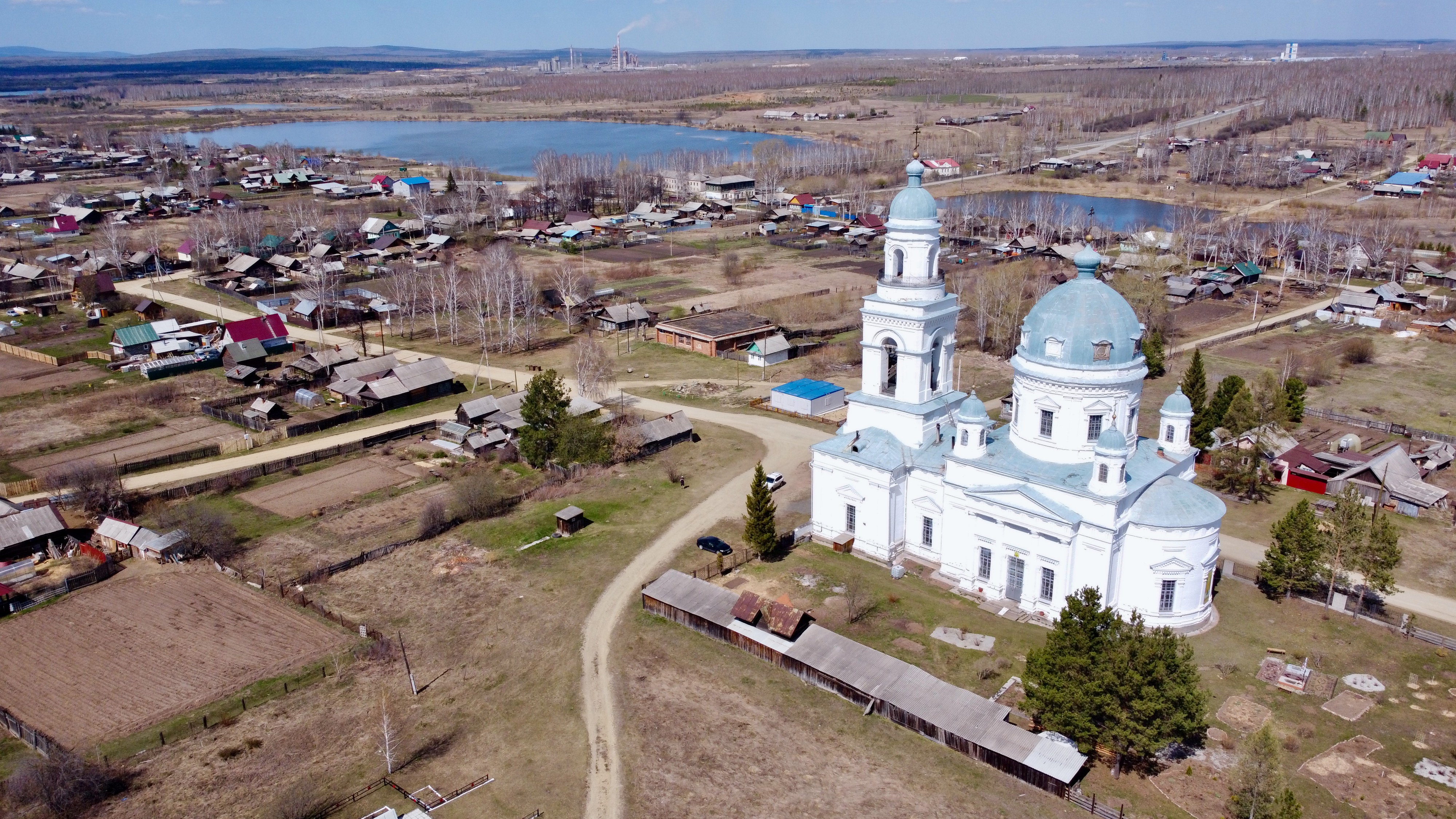
Вид на церковь и пруд
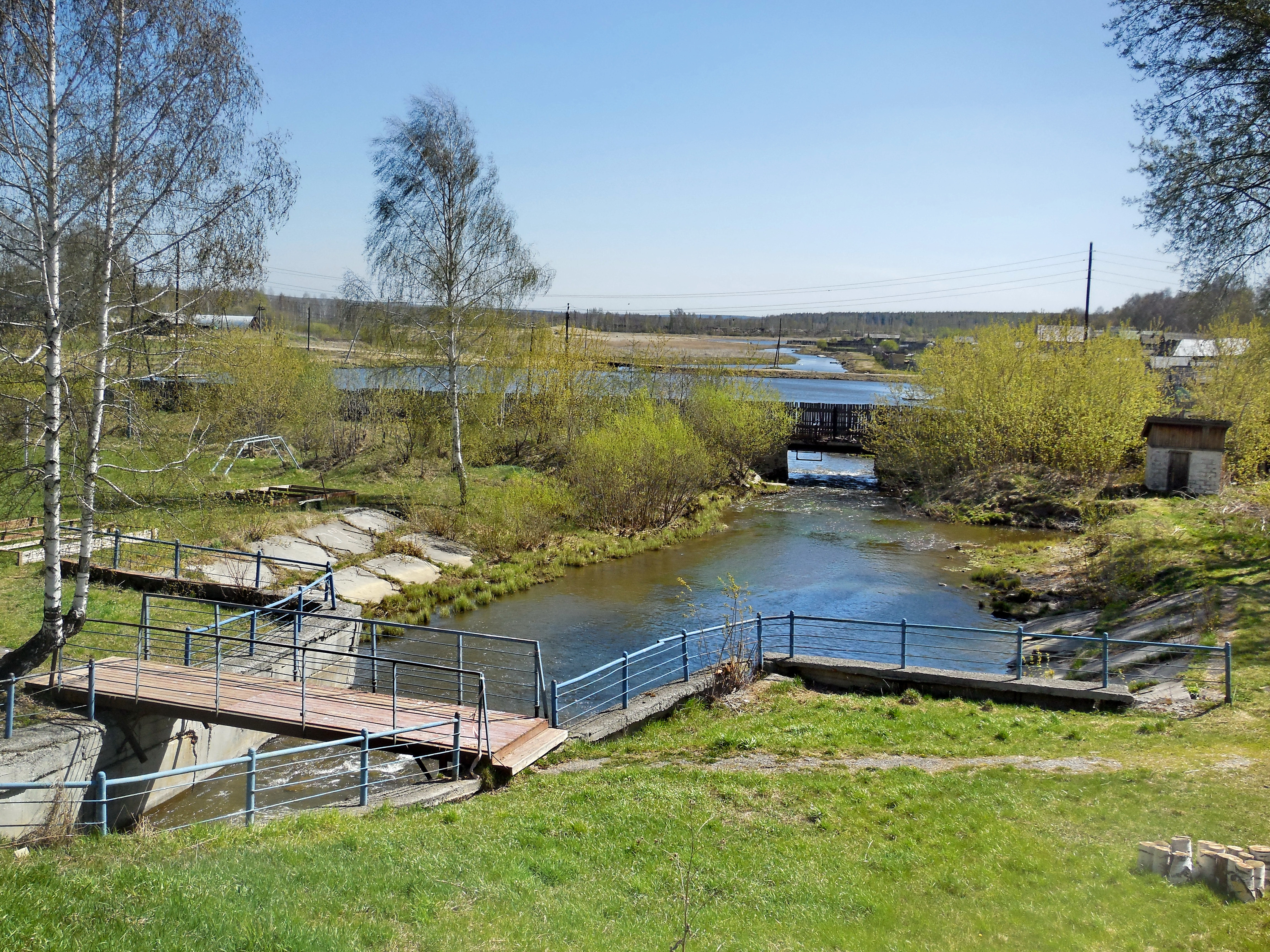
Плотина на реке Северная Шуралка
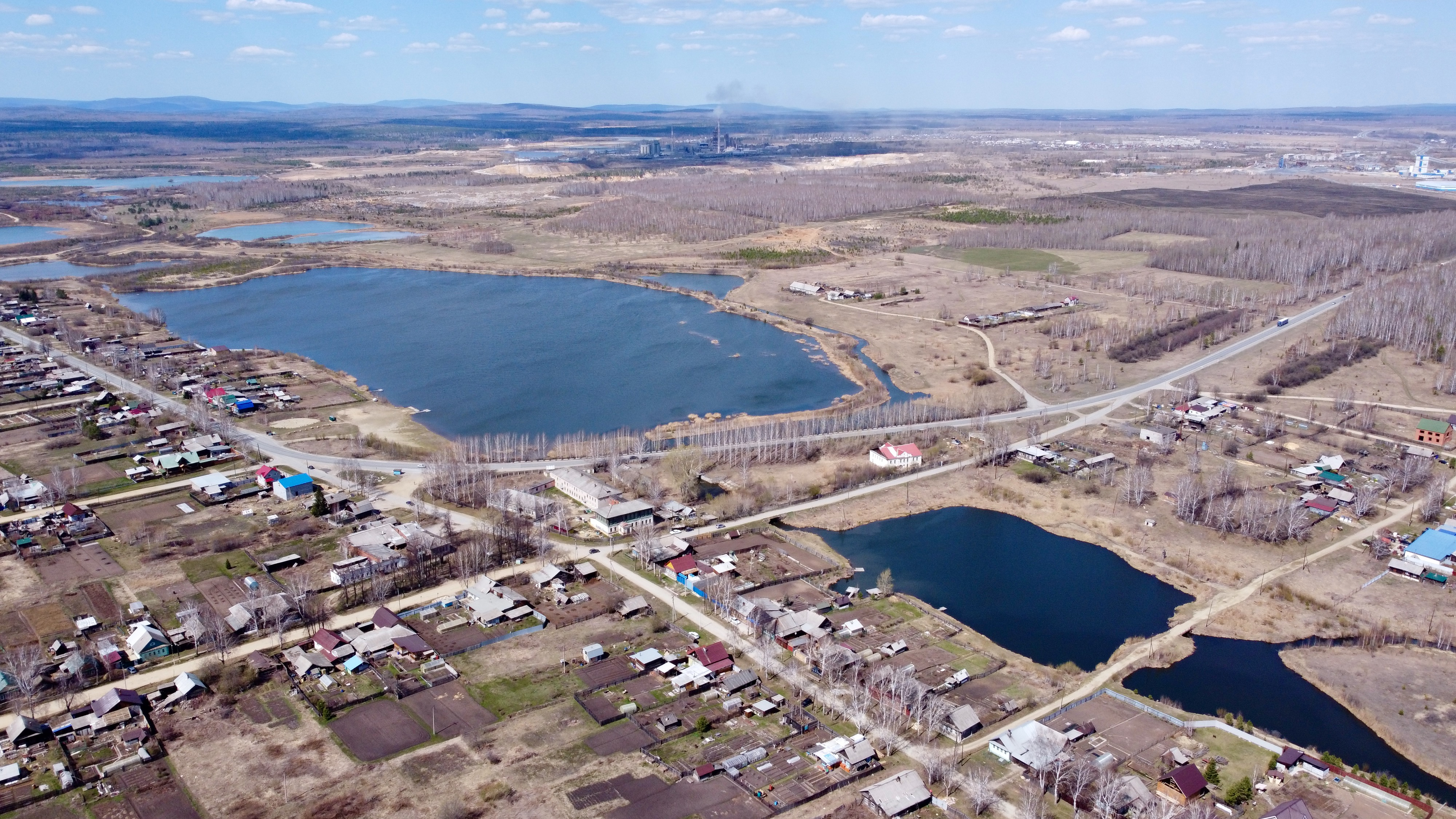
Шуралинский пруд
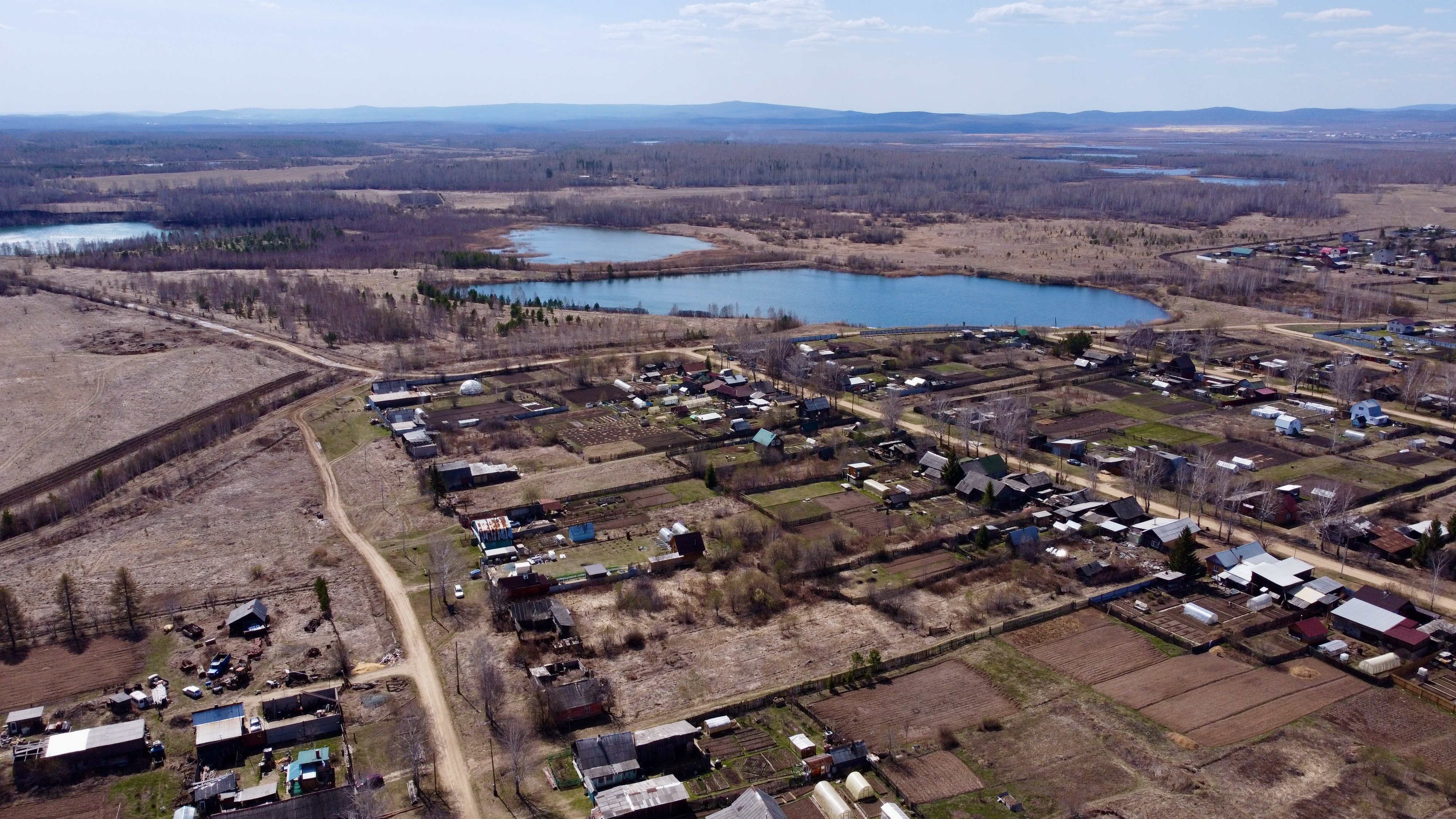
Ульянин пруд и озеро Никино (на дальнем плане)

## Происхождение названия
Существует три версии происхождения этого названия:
- Слово «Шурала» происходит от тюркского «шурале» — лесной чёрт, по-русски — леший[2].
- Названа первыми поселенцами. Когда в шуралинский край приехал Никита Демидов, то на реке он встретил местного жителя-старика. На вопрос Демидова: «Откуда река-то течёт?» — старик ответил шепелявым голосом: «Ш Урала»[5].

## Знаменитые уроженцы
В Шурале родился Герой Советского Союза, вице-адмирал, заместитель командующего Северным Флотом Александр Иванович Петелин (1913—1987).